# Felipe González
Felipe González, född 5 mars 1942 i Dos Hermanas, en förstad till Sevilla, Andalusien, är en spansk politiker (socialist) och var landets premiärminister 1982–1996, en period som dominerades av stabilitet, tillväxt och en pragmatisk politik. Under hans fjorton år vid makten utvecklades Spanien till en stabil demokrati och blev medlem i NATO och nuvarande EU, samtidigt som en rad liberaliseringar och sociala reformer genomfördes. Efter att ha lett socialistpartiet PSOE i två decennier besegrades han av José Maria Aznars Partido Popular 1996 och avgick som premiärminister. Året därpå avgick han även som partiordförande.